# Bolboschoenus grandispicus
Bolboschoenus grandispicus là một loài thực vật có hoa trong họ Cói. Loài này được (Steud.) Lewej. & Lobin mô tả khoa học đầu tiên năm 1982.